# Provocation (psychologie)
La provocation est un comportement, en paroles, actes ou attitudes, ressenti comme une pure incitation à une réaction plus ouvertement malveillante, voire agressive et éventuellement disproportionnée relativement audit comportement paraissant plus modéré et bénin à un observateur qui ne le relierait pas à ses antécédents. 
Il existe ainsi tous les degrés entre une réitération intentionnellement malveillante et un épisode nouveau mais ne cherchant pas à placer avant tout le destinataire dans une situation encore plus délicate. De son côté le provoqué, ou supposé tel, peut tenter de clarifier l'intention ou motivation, et dans tous les cas, adapter sa réponse en tenant compte plus ou moins du caractère subjectif de son appréciation des faits. Par exemple, en cas de ferme conviction du caractère provocateur, une plainte ou autre recours peut être préférée à toute suite qui serait vue comme une forme de succès, en quelque sorte de victoire, de la partie adverse. Il arrive cependant que soit saisie l'opportunité de renvoyer la provocation à son auteur par une provocation plus grande, éventuellement par surenchères successives, par exemple, dans un contexte sportif relativement agressif, entre boxeurs par exemple.

## Sujet d'étude
Dans le domaine de la psychologie et de la sociologie (cf. notion de provocation sociale, verbale, comportementale et/ou physique), la provocation est pour l'individu une source de stress (et parfois de réponse agressive) qui est un sujet d'étude (et parfois un moyen, un déclencheur ou stimulus, utilisé par certaines protocoles scientifiques). 
C'est un sujet d'intérêt pour les chercheurs en sciences sociales pour au moins deux raisons :
- on sait que le contexte social influe considérablement le développement cérébral et comportemental, notamment chez l'adolescent[1], et que la réaction de stress induite par une provocation ou par une suite de provocations sociales a un effet important sur la prise de décision, avec des rétroactions (feedback) gagnantes ou perdantes selon les cas. La réaction peut être de soumission, d'acceptation, de contournement, agressive[2] plus ou moins impulsive ou retardée punition, vengeance...). Elle varie selon l'âge et le contexte (de nouvelles formes de provocation sont apparues avec l'émergence des réseaux sociaux, dont par exemple le trollisme sur Internet).
- la provocation peut être utilisée comme outil de manipulation physique, psychique et/ou politique, avec par exemple l'agent provocateur dans une manifestation pacifique, ou l'usine à trolls agissant via les réseaux sociaux) ou pour le renseignement. De nombreuses guerres ont commencé par des provocations politico-militaires.

## Mesure des effets
L'intensité des effets directs sur le cerveau d'une provocation sociale, chez l'homme comme chez la femme, est visible sur l'électroencéphalographies (EEG).

## Données scientifiques
Les mesures faites à partir d'EEG montrent que — chez l'enfant et l'adolescent notamment — la provocation sociale module les réponses cognitives et cérébrales, avec des réponses neuronales qui différent selon l'âge [y compris entre jeunes (10 à 12 ans) adolescents et adolescents plus âgés (14 à 16 ans)]. 
Lors de tests expérimentaux, les plus jeunes montrent une réactivité émotionnelle accrue face à la provocation. Le sentiment de victoire face à un adversaire social très provocateur peut induire des réactions neuronales de « récompense ». 
La présence ou l'influence de « pairs » peuvent moduler positivement ou négativement les effets d'une provocation, et en particulier affecter le niveau de prise de risques dans la réponse comportementale,.
La répétition d'une provocation peut exacerber ses effets négatifs (ou plus rarement provoquer une habituation). 
Ces processus semblent important dans le développement comportemental et cérébral à l'adolescence, mais aussi dans les processus de socialisation. La maturation du cerveau et de l'expérience individuelle permettent habituellement de prendre, avec l'âge, plus de recul face à la provocation, qui génère alors des types de réponses plus réfléchies et plus adaptées  (incluant éventuellement l'humour ou l'appel à un tiers (tels que médiateur, facilitateur, forces de l'ordre, juriste...) pour une résolution non violente des conflits, si conflit il y a.